# Троїцька церква (Ніжин)
Троїцька церква — православний храм та пам'ятка архітектури національного значення у Ніжині Чернігівської області України.

## Історія
Постановою Ради Міністрів УРСР від 24.08.1963 року за № 970 «Про впорядкування справи обліку та охорони пам'яток архітектури на території Української РСР» («Про впорядкування справи обліку та охорони пам'яток архітектури на території Української РСР») № 828 .
Встановлено інформаційну дошку під час входу на територію церкви. Церква обнесена огорожею.

## Опис
Церква є одним із найважливіших архітектурних домінант центру міста Ніжина. Всіхсвятська, Михайлівська та Троїцька церкви утворюють єдиний історико-культурний комплекс 18 століття.
Церква збудована в період 1727—1733 років у стилі бароко на місці дерев'яної церкви.
Кам'яна, однонавна, однокупольна, безстовпна, хрестоподібна у плані церква, подовжена по вісі захід-схід. Із західного боку розташовується притвор із дзвіницею, на першому ярусі якої — головний вхід. Вхід прикрашений чотириколонним портиком, увінчаний трикутним фронтоном. Дзвіницю завершує шпиль із хрестом. Після значних перебудов у 1830-ті роки набула рис класицизму. Зберігся масляний розпис 19 століття, зроблений поверх попереднього.
У 18 столітті при церкві діяв шпиталь.
1961 року в храмі розмістилося відділення (сховище) Державного архіву Чернігівської області (документи 18 - 20 ст. з історії Ніжина і Чернігівщини).